# (4776) Luyi
(4776) Luyi est un astéroïde de la ceinture principale.

## Description
(4776) Luyi est un astéroïde de la ceinture principale. Il fut découvert le 3 novembre 1975 à Harvard par l'observatoire de l'université Harvard. Il présente une orbite caractérisée par un demi-grand axe de 2,32 UA, une excentricité de 0,23 et une inclinaison de 5,4° par rapport à l'écliptique.

## Compléments